# Kyōko Hasegawa
Kyōko Hasegawa (長谷川 京子?, Hasegawa Kyōko; Chiba, 22 luglio 1978) è un'attrice giapponese.
È stata sposata con Haruichi Shindō (dal 2008 al 2021), uno dei membri del gruppo J-rock Porno Graffitti, la coppia ha avuto due figli, nati rispettivamente nel 2009 e 2012.

## Filmografia
- Oh, My Dad!! (オー、マイ・ダッド!!) – serie TV (2013)
- Haitatsu Saretai Watashitachi (WOWOW, 2013)
- Yae no Sakura (NHK, 2013)
- Ranma ½ (film)
- BOSS 2 (Fuji TV, 2011)
- Angel Bank (TV Asahi, 2010)
- Scandal - Kawai Hitomi (TBS)
- Kaikyo Yoshie Tomoko (NHK, 2007)
- Kodoku no kake - Inui Momoko (TBS, 2007)
- Koi Sedomo, Ai Sedomo (WOWOW, 2007)
- Karei naru Ichizoku - Manpyo Sanae (TBS, 2007)
- Saigo no Nightingale - Shinjo Michiko (NTV, 2006)
- Oishii Proposal - Shiraishi Suzuko (TBS, 2006)
- Yonimo Kimyona Monogatari Inochi-hi (Fuji TV, 2006)
- Komyo ga Tsuji - Garasha (Lady Tama) (NHK, 2006)
- Dragon Zakura - Ino Mamako (TBS, 2005)
- Jiyu Renai (WOWOW, 2005)
- M no Higeki - Aihara Misa (TBS, 2005)
- Wonderful Life - Isayama Mizuki (Fuji TV, 2004)
- Sheeraza Do as Hori Yuriko (NHK, 2004)
- Fuyu no Undokai - Takemori Hideko (NTV, 2005)
- Boku dake no Madonna - Kataoka Surumi (Fuji TV, 2003)
- Itsumo Futari de as Fujiwara Hiroko (Fuji TV, 2003)
- Tentai Kansoku as Arisaka Nanae (Fuji TV, 2002)
- Kanojotachi no Christmas (KTV, 2002)
- Kowloon de Aimashou (TV Asahi, 2002)
- Pretty Girls . Okabayashi Sachi (TBS, 2002)
- Star no Koi - Koizumi Tsubomi (Fuji TV, 2001)
- Big Money - Hosaka Haruka (Fuji TV, 2001)